# Música de Luxemburgo
La Música de Luxemburgo  es un componente importante de la vida cultural del Gran Ducado de Luxemburgo. La prestigiosa nueva sala de conciertos Filarmónica de Luxemburgo es un excelente lugar para los conciertos de orquestas, mientras que la ópera se representa generalmente en los teatros. La música rock, pop y el jazz también son populares con una relación de artistas de éxito. El gran interés por la música en general y las actividades musicales en Luxemburgo se aprecia desde la adhesión ciudadana a las distintas asociaciones como la música de la federación nacional para orfeones, bandas, música en las escuelas, sociedades teatrales, asociaciones folklóricas y grupos instrumentales integrados en la Union Grand-Duc Adolphe. Cerca de 340 grupos musicales y asociaciones con más de 17.000 miembros individuales están representados actualmente por la organización.

## Historia

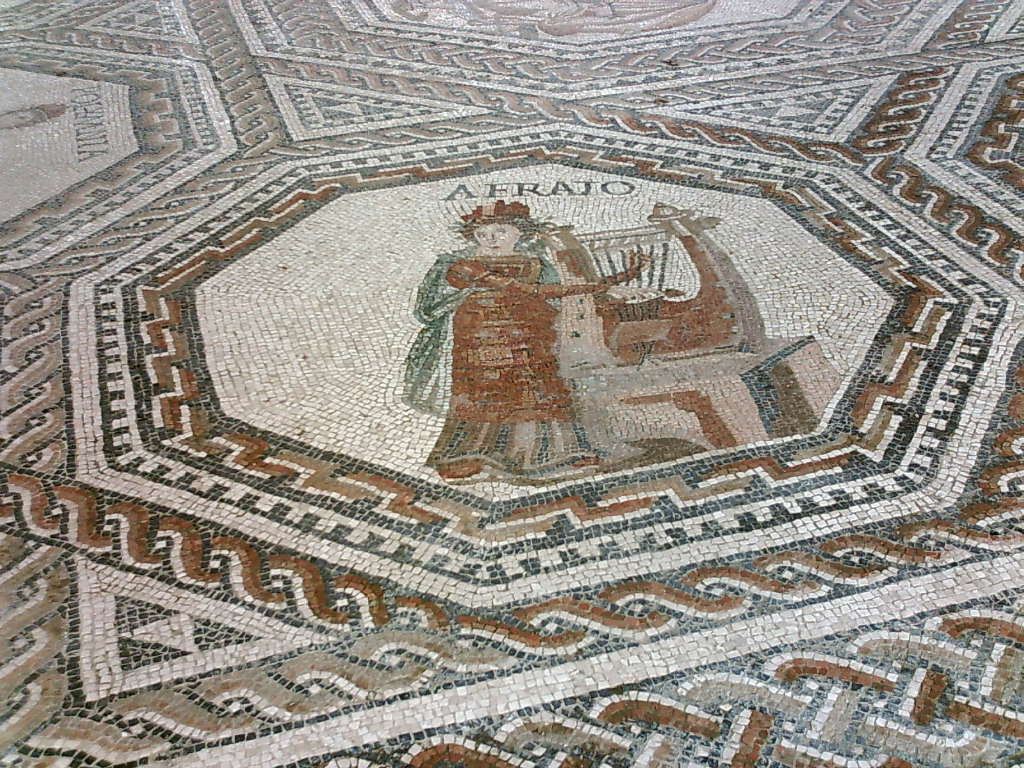
Erato, mosaico de Vichten,.

La música en el que hoy es el Gran Ducado de Luxemburgo tiene una historia que se remonta a la época galo-romana. El mosaico romano del siglo III de Vichten tiene excelentes representaciones de las musas Euterpe con sus flautas y Erato tocando la lira, lo que demuestra un interés temprano por la música. El poeta latino del siglo VI, Venancio Fortunato, relata que estaba impresionado por la música que se escuchaba en la región. A partir del siglo VIII, la Abadía de Echternach se convirtió en un importante centro de música religiosa. De allí es originario el manuscrito Officium Sancti Willibrordi, uno de los primeros ejemplos de notación musical del país.
Cuando en 1815 se estableció el Gran Ducado, el interés por la música se desarrolló lentamente. Los primeros años se desarrolló la música patriótica interpretada por bandas militares. En 1842 se fundó en Echternach la Banda del Ejército, conocida como Musique Militaire Grand-Ducal. La componían 25 músicos. En 1852 se fundó en Ettelbruck la Sociedad Filarmónica, cuyo impulsor fue el sacerdote local J. B. Victor Müllendorf, y que tenía por objeto «apoyar todo tipo de música vocal e instrumental». Con motivo del primer tren que circuló de Luxemburgo a Thionville el 4 de octubre de 1859, el poeta nacional, Michel Lentz, escribió la letra y música de De Feierwon, una canción patriótica que recoge la conocida frase Mir Welle wat mir bleiwe sinn («Queremos permanecer como somos»).
A mediados del siglo XIX, las sociedades musicales y de canto fueron cada vez más populares. Una serie de compositores locales escribió piezas para ser interpretadas por las bandas y los coros que también estaban surgiendo por todas partes. Entre esos compositores se encuentran Joseph-Alexandre Müller, Louis Beicht y Emile Beer, así como Gustave Kahnt y Pol Albrecht los que, además de prolíficos, fueron también directores de la Banda del Ejército.

## Descripción
La música de Luxemburgo y el patrimonio cultural es germano. La federación nacional de música es la Union Grand-Duc Adolphe (Ugda); otra institución importante es el Conservatorio de Luxemburgo con unos 2.600 estudiantes anuales. Los festivales de música incluyen el Festival de Música de Echternach y el de Rock um Knuedler en la ciudad de Luxemburgo. La emisora nacional de radio, Radio Luxemburgo, se escucha en toda Europa. En la actualidad, el país es la cuna de una gran variedad de artistas de la música folk, música clásica y pop, así como del rock, el hip hop y otros géneros como el hardstyle, jumpstyle y el hardcore.
El himno nacional es Ons Heemecht («Nuestra Tierra»), que fue escrito por Jean Antoine Zinnen (música) y Michel Lentz (letra). Ha sido el himno nacional desde 1895.

### Música clásica
Uno de los músicos más influyentes y versátiles de Luxemburgo fue Laurent Menager (1835-1902). A menudo se le considera el compositor nacional de Luxemburgo; fue también un entusiasta director de coro, organista y maestro. En 1857 fundó la asociación nacional Sang a Klang. Sus numerosas composiciones incluyen obras corales, música religiosa, piezas orquestales y operetas, así como música para bandas y teatro.
La Orquesta Filarmónica de Luxemburgo, en sus orígenes conocida como «Grand orchestre symphonique du RTL», fue fundada en 1933. Desde 2005, la sala de conciertos Filarmónica de Luxemburgo es sede de la misma. Los directores más recientes han tratado de ampliar el repertorio y mejorar su calidad, sobre todo en cuando a la incorporación de música francesa del siglo XX. La orquesta actúa con frecuencia en la capital, en el Gran Teatro y en Esch-sur-Alzette, en el Teatro de Esch, así como en el Festival de Wiltz.
Entre los solistas luxemburgueses reconocidos internacionalmente se encuentran el violinista Sandrine Cantoreggi, el violonchelista Françoise Groben, los pianistas Francesco Tristano Schlimé y Jean Muller, así como la soprano Mariette Kemmer. Entre los compositores contemporáneos se encuentran Camille Kerger, Claude Lenners, Georges Lentz (residente en Australia), Alexander Mullenbach y Marcel Wengler. Desde 1999, el conjunto orquestal Luxembourg Sinfonietta ha sido un gran difusor de la música contemporánea, dentro y fuera del país, también con la organización de competiciones internacionales cada año para compositores contemporáneos.

### Jazz
El jazz está presente en Luxemburgo con intérpretes como los trompetistas Ernie Hammes y Gast Waltzing, el pianista Michel Reis y el percusionista Pascal Schumacher. Waltzing es un reconocido compositor de música para cine y televisión, mientras que Schumacher ha actuado en todo el mundo con su grupo «Pascal Schumacher Quartet».

### Folk, rock, pop, protesta
Serge Tonnar es cantautor, principalmente en luxemburgués. Destaca por su ácida crítica social, que abarca la política, el racismo y lo que llama «mentes estrechas». La banda Legotrip y Tonnar realizan múltiples conciertos conjuntos en tono protesta. Algunos álbumes: Klasseklon, Legotrip y Pärele bei de sei. Kate es un grupo de cinco miembros de indi-folk-pop que fue fundado en 2008 y que, con sus dos álbumes (2010 y 2012), se han hecho muy populares.
Luxemburgo es, además, país fundador del Festival de la Canción de Eurovisión, que ganó en varias ocasiones. La última participación del Gran Ducado fue en 1993. La más famosa actuación de Luxemburgo es quizás Poupée de cire, poupée de son, escrita por el compositor francés Serge Gainsbourg y cantada por France Gall.